# Andreas Warmbrunn

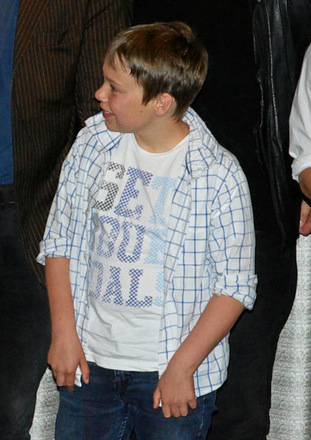
Andreas Warmbrunn, bei der Premiere des Films Das geteilte Glück

Andreas Warmbrunn (* 15. März 1999 in Freiburg im Breisgau) ist ein deutscher Filmschauspieler und ehemaliger Kinderdarsteller.

## Leben
Bereits in seinem ersten Engagement, dem Fernsehfilm Das geteilte Glück des Regisseurs Thomas Freundner aus dem Jahr 2010, wurde Andreas Warmbrunn in einer Hauptrolle besetzt.
In der Kinderserie Tiere bis unters Dach spielte er in vier Folgen Dominik Bentz. In Tom Sawyer von Hermine Huntgeburth  aus dem Jahr 2011 erhielt er die Rolle des Sid.
In Die Freibadclique von Friedemann Fromm ist Warmbrunn in der Rolle des Bubu zu sehen.

## Filmografie
- 2010: Das geteilte Glück
- 2011: Tom Sawyer
- 2012: Die Holzbaronin (Fernsehfilm)
- 2013: Die schwarzen Brüder
- 2015: Tiere bis unters Dach (Fernsehserie, 4 Folgen)
- 2017: Die Freibadclique
- 2019: Der Staatsanwalt
- 2019: In aller Freundschaft – Die jungen Ärzte (Fernsehserie, Folge Auf Anfang)
- 2019: Bettys Diagnose (Fernsehserie, Folge Herz oder Verstand)
- 2019: World on Fire (Fernsehserie)
- 2019: Morden im Norden (Fernsehserie, Folge Klassenkampf)
- 2020: Albträumer
- 2020: Sløborn (Fernsehserie, 3 Folgen)
- 2021: Die unheimliche Leichtigkeit der Revolution
- 2022: Totenfrau (Fernsehserie)
- 2022: SOKO Wismar (Fernsehserie, Folge Spiel des Lebens)
- 2023: Schule am Meer – Familienbande (Fernsehreihe)
- 2023: Die Whistleblowerin
- 2024: Im Netz der Gier (Fernsehfilm)
- 2024: Wer ohne Schuld ist (Fernsehfilm)
- 2024: Das Quartett (Fernsehserie, Folge Patient Nr. 13)
- 2025: Helix (Fernsehfilm)
- 2025: In aller Freundschaft – Die jungen Ärzte (Fernsehserie, Folge Poser)